# WCG RU Preliminaries 2008

World Cyber Games — крупнейший мировой чемпионат по компьютерным играм, ежегодно проводимый во многих странах и собирающий лучших игроков планеты. Российские игроки принимают активное участие в этих чемпионатах с 2001 года.
WCG RU Preliminaries — это название российских отборочных на участие в WCG Grand Final. Российский финал World Cyber Games 2008 — состоялся в Москве, с 12 по 14 сентября. В рамках чемпионата также прошли онлайн-отборочные. В 2008 году отборочные проходили по следующим дисциплинам: Counter-Strike (5 на 5), Warcraft III: The Frozen Throne (1 на 1), StarCraft: Brood War (1 на 1), FIFA Soccer 2008 (1 на 1), Need for Speed: ProStreet (1 на 1).

## Квоты на Россию
- Counter-Strike 5v5 — 1 команда
- Warcraft III: The Frozen Throne — 3 игрока
- StarCraft: Brood War 1v1 — 3 игрока
- FIFA 08 — 3 игрока
- Need for Speed: ProStreet — 3 игрока

## Результаты

### Counter-Strike
- 1 место — Putb (Полностью оплаченное участие на WCG 2008 + $12 000)
- 2 место — EYE ($6 000)
- 3 место — A-Gaming ($4 000)

### Warcraft III
- 1 место — GG.Xyligan (Рябков Михаил, г. Волгоград) — Полностью оплаченное участие на WCG 2008 + $3 000
- 2 место — Quaix (Борис Леконцев, г. Москва) — Полностью оплаченное участие на WCG 2008 + $1 500
- 3 место — nWo.Sting (Шереметов Юрий, г. Сочи) — Полностью оплаченное участие на WCG 2008 + $1 000

### StarCraft: Brood War
- 1 место — RoX.Pomi (Родионов Сергей, г. Псков) — Полностью оплаченное участие на WCG 2008 + $3 000
- 2 место — RoX.Localhost (Лопатин Виктор, г. Санкт-Петербург) — Полностью оплаченное участие на WCG 2008 + $1 500
- 3 место — RoX.Brat_OK (Кузнецов Павел, Санкт-Петербург) — Полностью оплаченное участие на WCG 2008 + $1 000

### FIFA 08
- 1 место — Slame(Занин Иван, г. Магнитогорск) — Полностью оплаченное участие на WCG 2008 + $3 000
- 2 место — Pika (Максимов Константин, г. Пушкин) — Полностью оплаченное участие на WCG 2008 + $1 500
- 3 место — Malish (Савощенко Роман, г. Москва) — Полностью оплаченное участие на WCG 2008 + $1 000

### Need for Speed: ProStreet
- 1 место — USSRxProStreet (Николаев Валерий, г. Якутск) — Полностью оплаченное участие на WCG 2008 + $3 000
- 2 место — USSRxMrRASER (Фронтов Николай Юрьевич, г. Москва) — Полностью оплаченное участие на WCG 2008 + $1 500
- 3 место — Prior.eSports | MrTUNER (Бутаков Юрий Игоревич, г. Братск) — Полностью оплаченное участие на WCG 2008 + $1 000

## Изменения в составе киберспортивной сборной
Rush3D_Malish (FIFA), n!Quai и yDk.Sting (Warcraft 3: TFT) не смогут принять участие в грандфинале из-за проблем с визой и загранпаспортом. Их заменят соответственно: Rush3D_Alexx, EYE.Nicker и Happy.